# Pavlivka, Huleaipole
Pavlivka (în ucraineană Павлівка) este un sat în comuna Uspenivka din raionul Huleaipole, regiunea Zaporijjea, Ucraina.

## Demografie
Componența lingvistică a localității Pavlivka
     Ucraineană (94,05%)
     Rusă (3,57%)
     Belarusă (2,38%)
Conform recensământului din 2001, majoritatea populației localității Pavlivka era vorbitoare de ucraineană (94,05%), existând în minoritate și vorbitori de rusă (3,57%) și belarusă (2,38%).